# Veranópolis
Veranópolis é um município brasileiro da região Sul, no estado do Rio Grande do Sul. É considerada a capital brasileira da longevidade e a terceira cidade com maior longevidade média da população no mundo. Também é conhecida como a "Princesa dos Vales".

## História
Até o século XIX, a região da Serra Gaúcha era território tradicional dos índios caingangues. Nesse século, os caingangues que habitavam as áreas montanhosas da Região Sul do Brasil foram desalojados violentamente por ação de matadores de indígenas, os chamados "bugreiros". Estes haviam sido contratados para abrir espaço para a instalação, por parte do governo imperial brasileiro, de imigrantes europeus na região, visando a um "embranquecimento" da população brasileira, até então majoritariamente negra e mestiça.
Veranópolis teve sua colonização iniciada em 1884, quando os primeiros imigrantes italianos aqui chegaram. Antes, já a partir de 1830, todo o território desta região pertencia ao município de Santo Antônio da Patrulha, e as freguesias mais próximas eram Lagoa Vermelha e Vacaria.
Com o tempo, os fazendeiros de Lagoa Vermelha foram abrindo picadas e penetrando na região da futura colônia Alfredo Chaves. Tomavam posse da terra das matas do rio das Antas para o cultivo de milho e extração de erva-mate. No local mais aprazível daquela gleba de terra, havia um ponto de encontro de tropeiros que, periodicamente, se aventuravam a passar por ali, com destino a Montenegro. Este lugar preferido para repouso e encontro neste longo caminho, com uma elevação rochosa e ótima vertente de água recebeu o nome de Roça Reúna.
O excesso de pretendentes aos terrenos nas antigas colônias obrigou à Inspetoria Geral de Colonização a planejar e a concretizar a criação de uma nova colônia, para onde seriam encaminhados os excedentes populacionais. No local conhecido como Roça Reúna, foi instalada em 1884 a Colônia Alfredo Chaves, nome em homenagem ao engenheiro e político Alfredo Rodrigues Fernandes Chaves, tendo como primeiro diretor, Júlio da Silva Oliveira, Foi após esta decisão que começaram a chegar os primeiros imigrantes italianos advindos principalmente das províncias de Treviso, Pádua, Cremona, Mântua, Belluno, Tirol e Vicenza. Pouco tempo depois, os primeiros poloneses chegavam ao município. A primeira igreja em alvenaria foi construída pela Diretoria da Colônia em 1887.
O Distrito foi criado com a denominação de Colônia Alfredo Chaves, por Decreto Estadual de 31-05-1892 e Ato Municipal de 17-08-1898, subordinado ao município de Lagoa Vermelha. Elevado à categoria de vila com a denominação de Benjamin Constant, desmembrado de Lagoa Vermelha e instalado em 04-03-1898.
Por Decreto Estadual nº 232, de 05-07-1892, o município de Benjamin Constant é extinto, passando a condição de distrito do município de Lagoa Vermelha com a denominação de Alfredo Chaves. Elevado novamente à categoria de vila com a denominação de Alfredo Chaves, por Decreto Estadual nº 124–B, de 15-01-1898, desmembrado de Lagoa Vermelha.
Até 31 de dezembro de 1943, a cidade manteve seu primitivo nome, quando em virtude de existir outro município mais antigo no Estado do Espírito Santo e com a mesma denominação, passou a chamar-se Veranópolis, que vem da junção de "veraneio" com o termo grego pólis, que significa "cidade". Portanto, Veranópolis significa "cidade de veraneio".
Em maio de 2025 a língua talian foi cooficializada no município.

## Geografia

### Localização
Está localizada na Serra Nordeste do estado do Rio Grande do Sul, tendo limite com os municípios de Bento Gonçalves ao sul, Cotiporã a oeste, Antônio Prado e Nova Roma do Sul a leste e, ao norte, com Vila Flores e Fagundes Varela.

## Clima
Veranópolis apresenta um clima temperado oceânico (Cfb), com temperaturas amenas no verão e baixas no inverno e chuvas bem distribuídas durante o ano.

## Política
Antes da emancipação, a Colônia de Alfredo Chaves era administrada pela chefe da comissão de terras e colonização, indicado pelo Governo. Após a criação do município, por intendentes e prefeitos nomeados, eleitos pelo Poder Legislativo municipal ou pelo voto popular.
| Nº | Chefe                                | Início     | Fim        |
| -- | ------------------------------------ | ---------- | ---------- |
| 1  | Julio da Silva Oliveira              | 1884       | 21/08/1888 |
| 2  | José Francisco dos Santos            | 21/08/1888 | 24/12/1888 |
| 3  | José Montaury de Aguiar Leitão       | 24/12/1888 | 1893       |
| 4  | Pedro Guedes Falcão                  | 1893       | 26/06/1894 |
| 5  | Francisco Carlos Resin Barreto Leite | 26/06/1894 | 03/11/1900 |

| Nº | Nome                        | Início do mandato | Fim do mandato |
| -- | --------------------------- | ----------------- | -------------- |
| 1  | Albano Coelho de Souza      | 15/01/1898        | 05/09/1899     |
| 2  | Pellegrino Guzzo            | 05/09/1899        | 15/12/1899     |
| 3  | Alfredo Lima                | 16/12/1899        | 19/08/1903     |
| 4  | Albano Coelho de Souza      | 20/08/1903        | 16/07/1904     |
| 5  | João Leivas de Carvalho     | 16/07/1904        | 17/01/1907     |
| 6  | Pellegrino Guzzo            | 18/01/1907        | 10/05/1910     |
| 7  | Achylles Taurino de Rezende | 10/05/1910        | 29/04/1924     |
| 8  | Sigismundo Reschke          | 29/04/1924        | 24/08/1925     |
| 9  | Carlos Heitor de Azevedo    | 24/08/1925        | 15/08/1926     |
| 10 | Cezar Pestana               | 15/08/1926        | 02/10/1930     |
| 11 | Manoel Ribeiro Pontes Filho | 02/10/1930        | 18/10/1930     |
| 12 | Victorio Dal Pai            | 18/10/1930        | 09/12/1930     |

| Nº | Nome                           | Início do mandato | Fim do mandato |
| -- | ------------------------------ | ----------------- | -------------- |
| 13 | Saul Irineu Farina             | 09/12/1930        | 26/02/1938     |
| 14 | Rogério Galeazzi               | 26/02/1938        | 27/10/1946     |
| 15 | Guilherme Pessato              | 27/10/1946        | 09/12/1947     |
| 16 | Adriano José Antônio Farina    | 09/12/1947        | 31/12/1951     |
| 17 | Fabiano Reschke                | 01/01/1952        | 31/12/1955     |
| 18 | Cardênio João Boff             | 01/01/1956        | 29/01/1956     |
| 19 | Saul Irineu Farina             | 29/01/1956        | 31/12/1959     |
| 20 | Argemiro Paulo Frainer         | 01/01/1960        | 31/12/1963     |
| 21 | Elias Ruas Amantino            | 01/01/1964        | 31/01/1969     |
| 22 | Nadyr Mário Pellegrino Peruffo | 01/02/1969        | 31/01/1973     |
| 23 | Lírio Soares                   | 01/02/1973        | 31/01/1977     |
| 24 | Nadyr Mário Pellegrino Peruffo | 01/02/1977        | 31/01/1983     |
| 25 | Elias Ruas Amantino            | 01/02/1983        | 31/12/1988     |
| 26 | Leonir Antônio Farina          | 01/01/1989        | 31/12/1992     |
| 27 | Nadyr Mário Pellegrino Peruffo | 01/01/1993        | 31/12/1996     |
| 28 | Élcio Siviero                  | 01/01/1997        | 31/12/2004     |
| 29 | Waldemar De Carli              | 01/01/2005        | 31/12/2012     |
| 30 | Carlos Alberto Spanhol         | 01/01/2013        | 31/12/2016     |
| 31 | Waldemar De Carli              | 01/01/2017        | 31/12/2024     |

## Aeroclube
Veranópolis desfruta de um aeroclube, fundado em 1948. Possui uma pista, 11/29, com 900 metros de comprimento, piso de grama, dois hangares e cinco aeronaves.
O aeroclube administra cursos de piloto privado, piloto comercial, instrutor de voo, piloto privado de planador, instrutor de planador e piloto rebocador de planador.
Há também a possibilidade de realizar voos panorâmicos sobre a cidade, a bordo de uma aeronave para até três pessoas, a fim de conhecer a região.

## Turismo

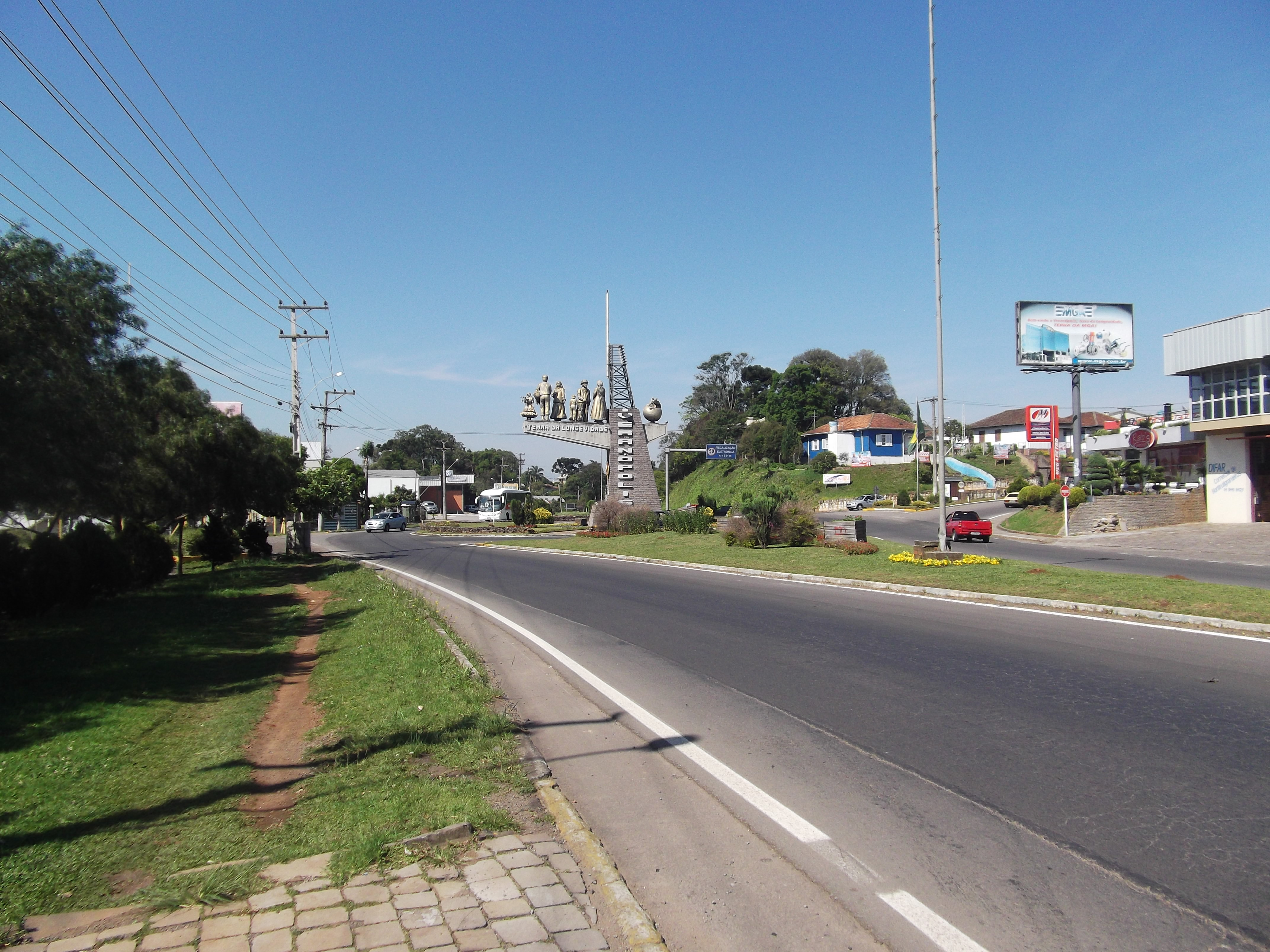
Pórtico de Entrada - Monumento ao Imigrante

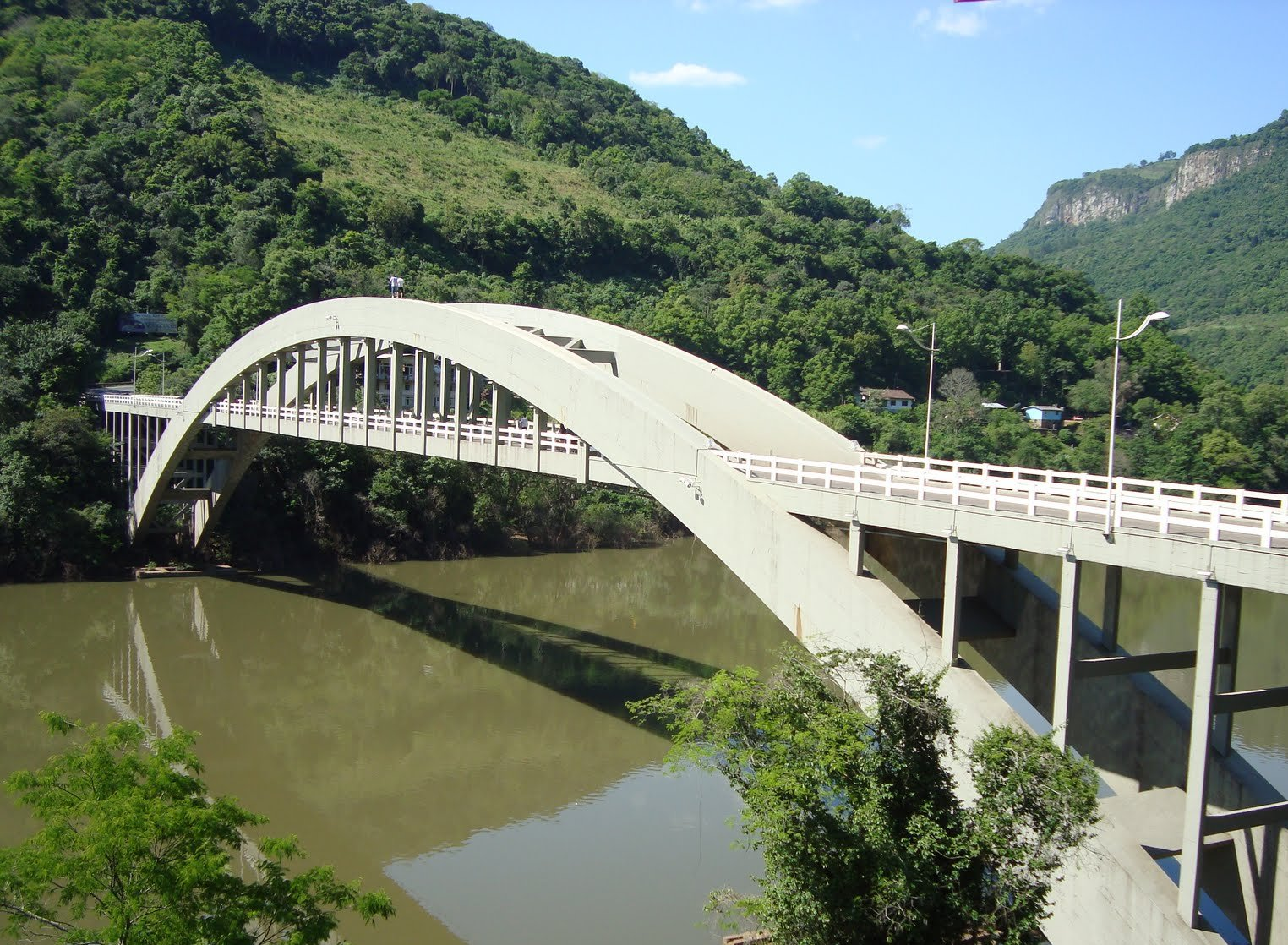
Ponte Ernesto Dornelles, sobre o Rio das Antas

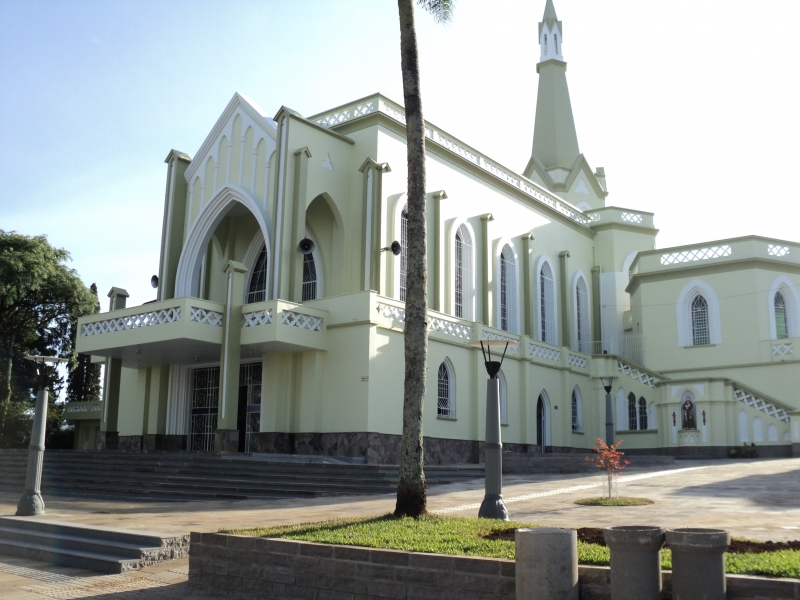
Gruta Nossa Senhora de Lurdes

Cascata dos Três Monges

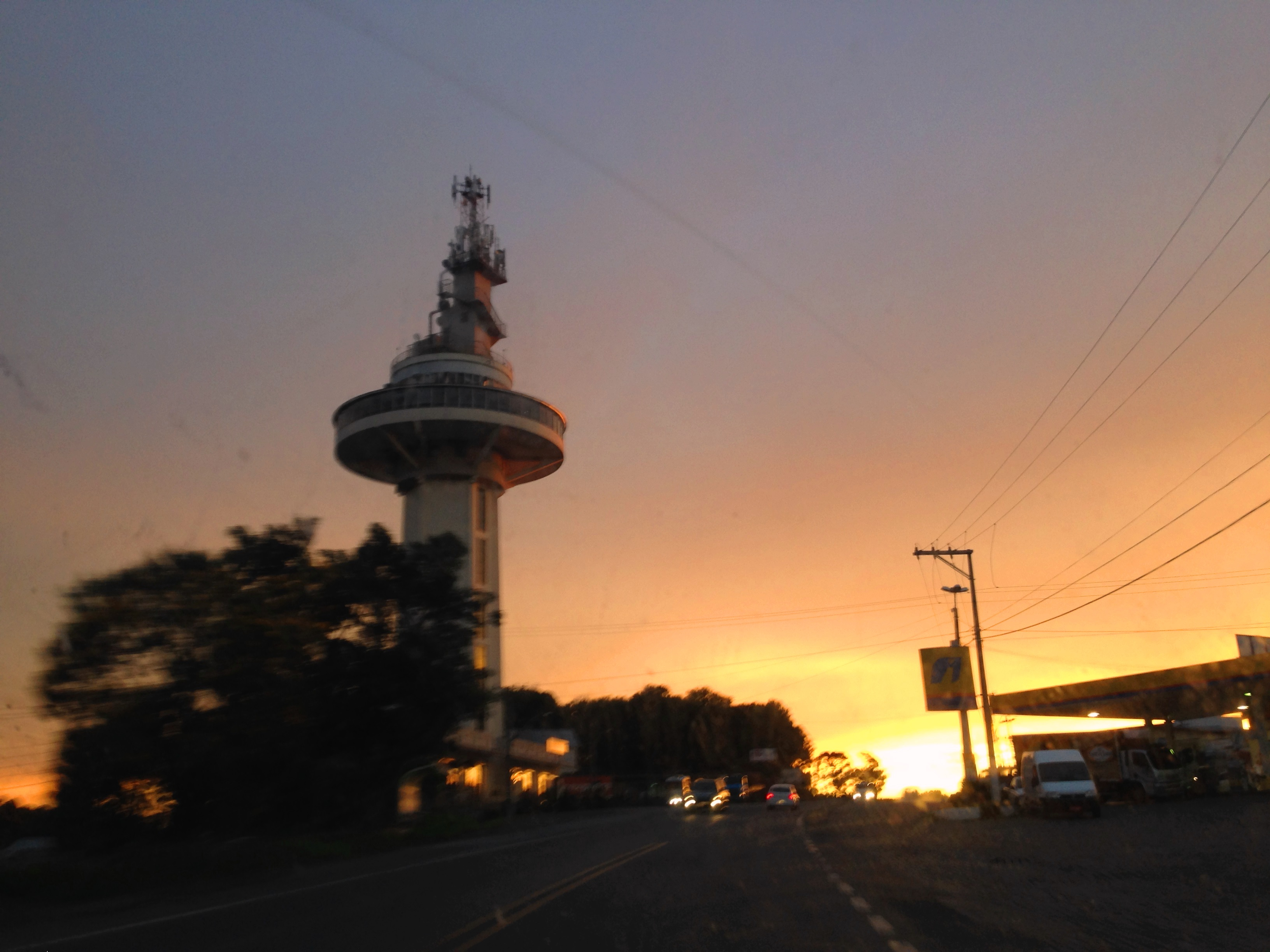
Mirante da Serra

- Parque Cascata dos Monges, onde estão os mirantes para a cascata e para o vale;
- Igreja Matriz e Gruta de Nossa Senhora de Lourdes;
- Gruta Selvagem, que abrigou tribos caingangues e o Paco Sanches;
- Espigão do Belvedere, com vista para o Rio das Antas;
- Ponte Ernesto Dornelles;
- Vila Bernardi, onde viveu o poeta e escritor veranense Mansueto Bernardi;
- Usina Velha;
- Casa da Cultura, onde estão o Museu Histórico Interativo e a Biblioteca Pública;
- Casa onde nasceu o ator José Lewgoy, que abriga um pequeno museu que conta sua história através de imagens e objetos pessoais.

### Rota dos vinhos e da longevidade
- Vinícola Simonetto
- Vinícola Antônio Bin
- Vinícola da Paz
- Vinícola Barbarano
- Vinícola Mazzarollo
- Vinícola Noé - Cooperativa Alfredochavense
- Union Distillery

### Turismo cultural e religioso
- Casa da Cultura Frei Rovilio Costa. O espaço é composto pelo Salão Nobre Silvio Pellico, Sala de Oficinas Matilde Cerveira Cagliari, Museu Municipal, Memorial José Lewgoy, Vila Ricordi, Galeria para exposições fotográficas, entre outras atrações.
- Vila Bernardi: foi o local onde viveu, por duas décadas, o poeta, escritor e presidente da Casa da Moeda do Brasil, Mansueto Bernardi. O mesmo possui uma biblioteca com grande acervo de obras, clássicos franceses, formação histórica do Rio Grande do Sul r poetas italianos e rio-grandenses.
- Igreja Matriz São Luís Gonzaga: foi a primeira de Veranópolis construída pelo governo imperial. Em estilo gótico, projetada pelo arquiteto Vitorino Zani.
- Gruta Nossa Senhora de Lourdes, na Rua São Francisco de Assis, 112. Horário: das 07 às 19h. Fone: (54) 3441-1604.
- Casa Saretta, que abriga a Central de Informações Turísticas, a Secretaria de Turismo e Desporto e comércio de produtos confeccionados pelos artesãos do município.

### Turismo rural
- Tedesco, Villa d'Asolo
- Trilha da Caverna Indígena
- Vinícolas

## Energia
A cidade de Veranópolis conta com uma grande plataforma energética. Destaca-se a produção de combustível renovável pela empresa Oleoplan S/A, uma das maiores produtoras brasileiras de biodisel. Veranópolis conta ainda com um expressivo parque gerador de energia hidrelétrica, condição proporcionada pelo seu relevo acidentado. O município conta com duas usinas hidrelétricas:
- Usina Hidrelétrica Monte Claro, operada pela Cia. Energética Rio das Antas (Ceran), possui capacidade de 130 megawatts,[13] sendo responsável por um expressivo retorno de Imposto sobre Circulação de Mercadorias e Serviços ao município, além de ter importante papel na regulação de tensão elétrica na região da Serra Gaúcha.

- PCH Jararaca, operada pela Hidrotérmica S/A, possui capacidade de 28 megawatts.[14]

## Cidades-irmãs
- Porto Viro, Rovigo, Itália[15]
- Rosà, Vicenza, Itália[7]

## Galeria de fotos

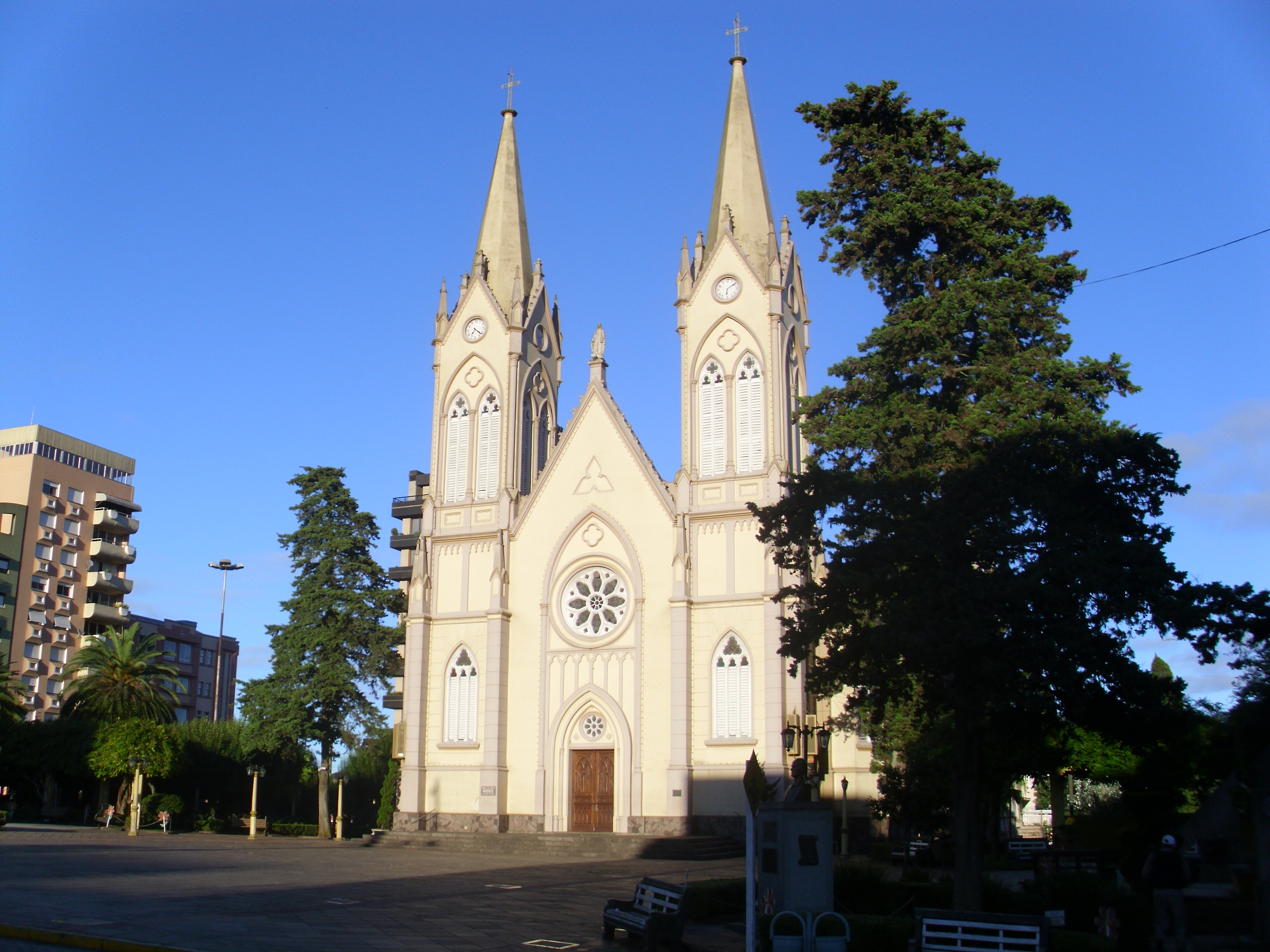
Igreja Matriz
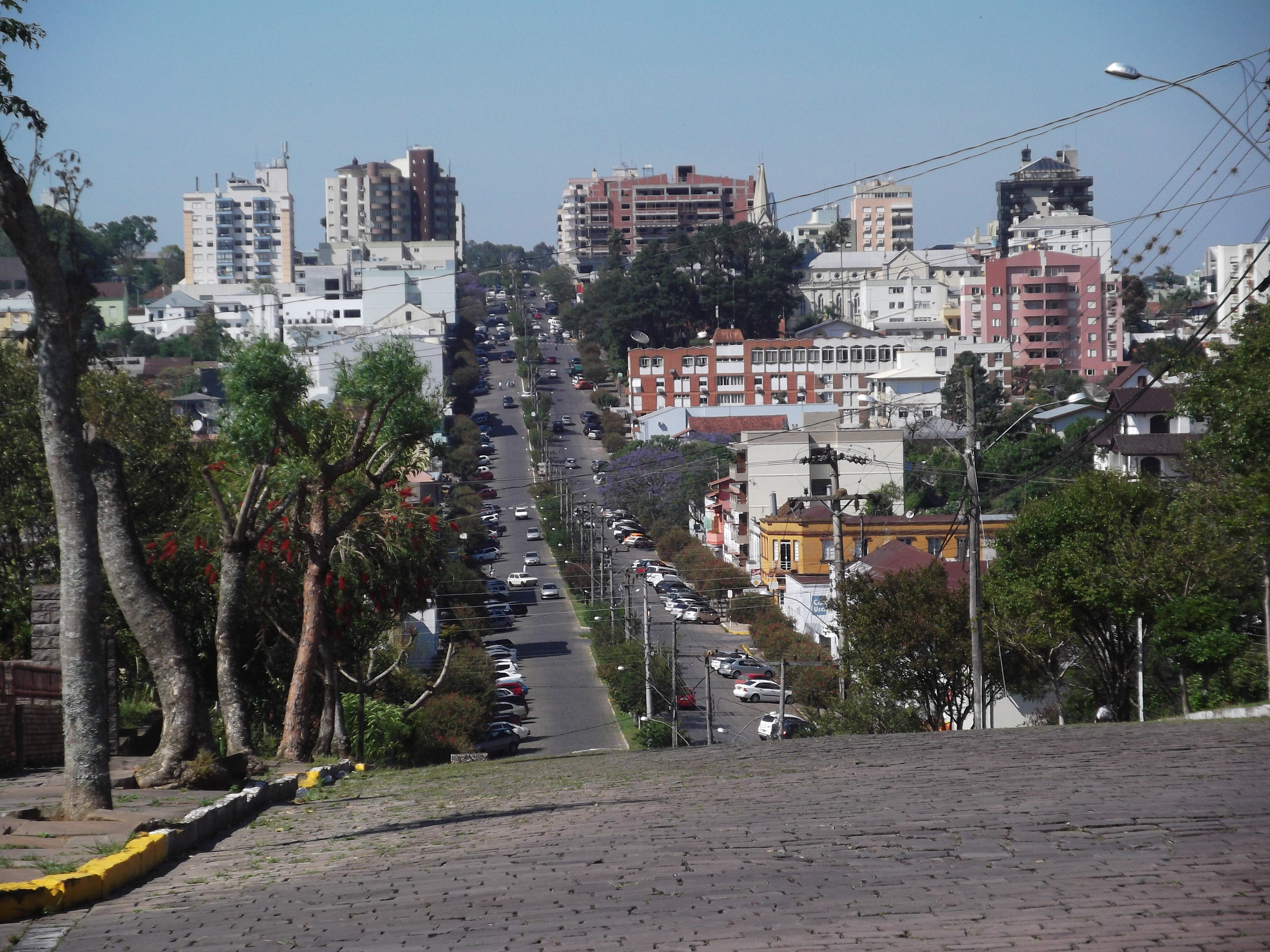
Avenida Principal
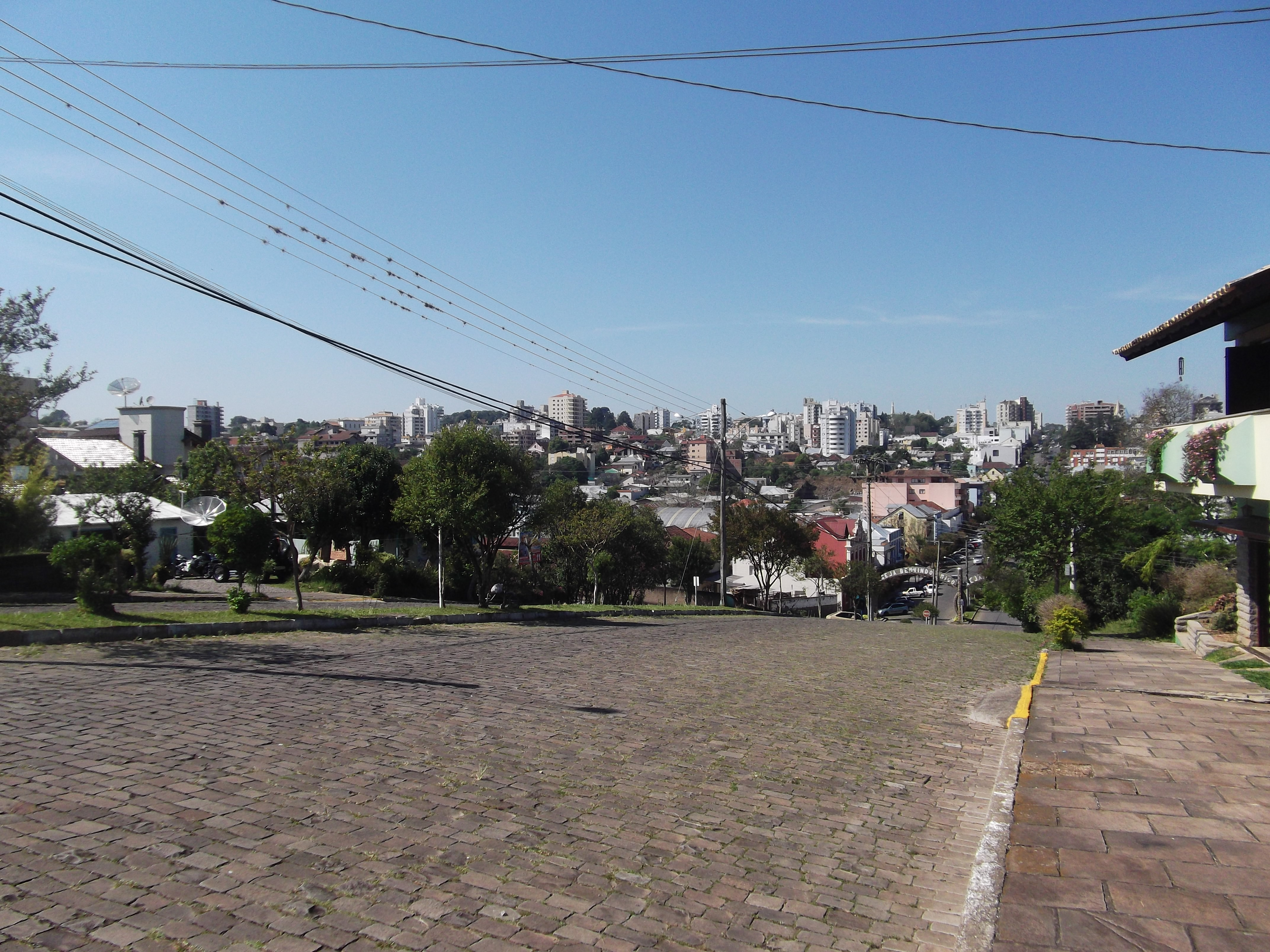
Panorama da Cidade
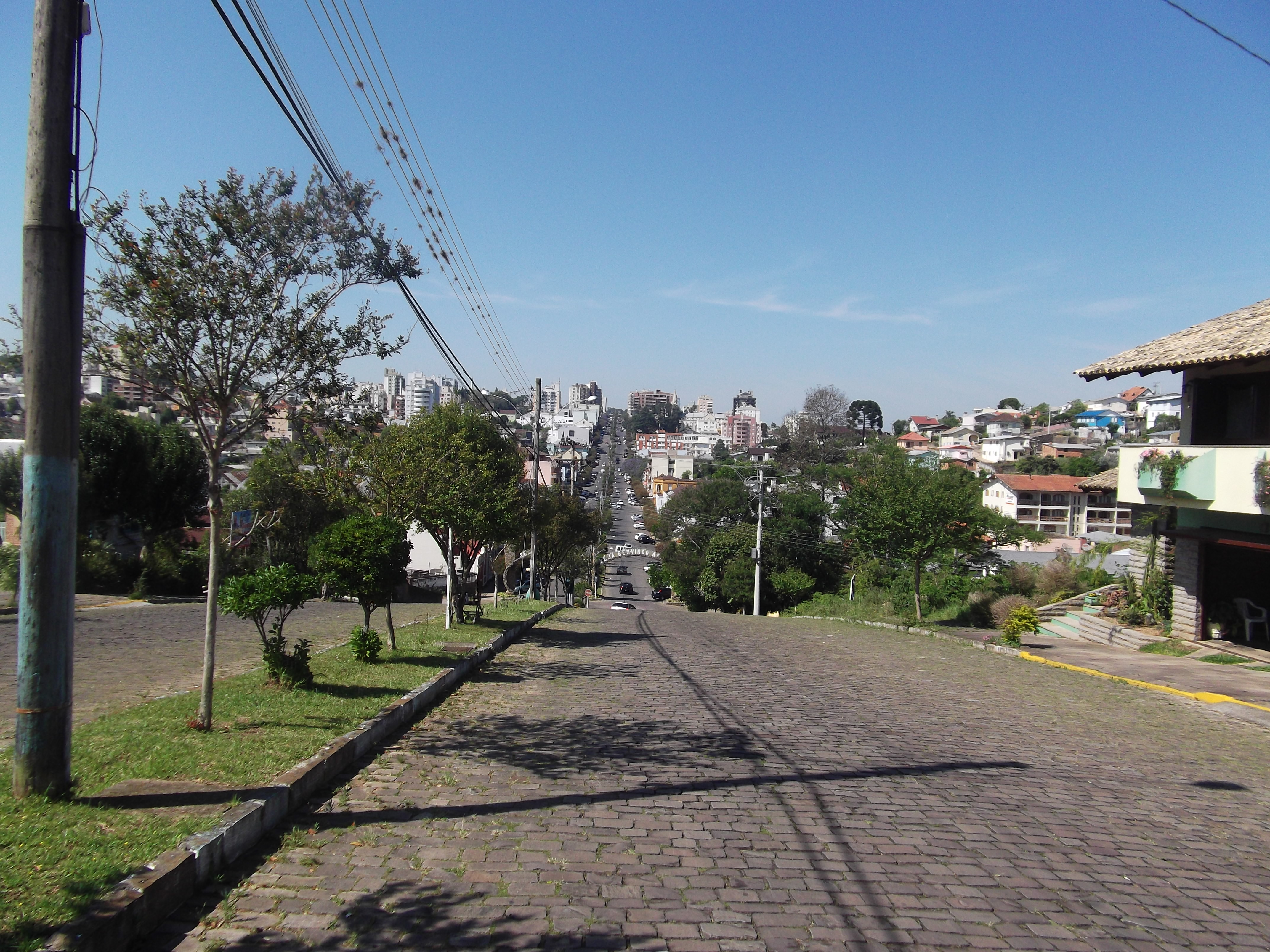
Avenida Principal